# Moszczanica (Żywiec)
Moszczanica – dzielnica Żywca, przyłączona do miasta w 1976, położona w jego wschodniej części. Według „Dziejopisu Żywieckiego” autorstwa Andrzeja Komonieckiego nazwa ta pochodzi od wielu mostków przerzuconych nad potokiem.

## Położenie
Dzielnica położona jest wschodniej części miasta, między potokiem Moszczanica i rzeką Łękawka, północno-zachodnie krańce dzielnicy znajdują się nad Jeziorem Żywieckim.
Moszczanica graniczy z:
- dzielnicą Rędzina – od północy[3]:
- dzielnicą Śródmieście – od zachodu[3]
- wsią Rychwałd – od wschodu[4]
- dzielnicą Kocurów-Koleby – od południa[3]

## Demografia
Zmiana liczby ludności Moszczanicy na przestrzeni lat 1880–2010:

## Historia

### Panowanie Komorowskich i Wielopolskich
Miejscowość była osobną wsią zanim w procesach urbanizacyjnych została wchłonięta przez miasto Żywiec. W opisie ziemi żywieckiej nazwę obecnej dzielnicy Moszczanica, jako osobnej miejscowości w zlatynizowanej staropolskiej formie Mosczennycza, wymienia w latach 1470–1480 Jan Długosz w księdze Liber beneficiorum dioecesis Cracoviensis. Długosz w dziele tym wymienia również inną dzielnicę Żywca, dawną wieś Zabłocie w formie Zablocze. Obie miejscowości należały wówczas do Piotra Komorowskiego. Nazwa Moszczanica pojawia się również w spisie dziesięciny diecezji krakowskiej w 1477 roku.
Według relacji Andrzeja Komonieckiego zawartej w Dziejopisie Żywieckim, na terenie miejscowości znajdował się dwór. 
Właścicielem wsi pozostawał Krzysztof Komorowski. Po jego śmierci w 1608 jego posiadłości zostały podzielone między trzech jego synów, wówczas państwo ślemieńskie, w skład którego wchodziła Moszczanica,  przypadło Aleksandrowi Komorowskiemu. W 1622 doszło do jego zaginięcia, a majątek przeszedł na rzecz jego córki, Katarzyny, która zapisała je w spadku swojej bratanicy, Konstancji Krystynie Komorowskiej. Konstancja następnie wyszła za Jana Wielopolskiego, wobec czego jej majątek ziemski stał się częścią posagu i od tego czasu Moszczanica wraz z całym Państwem Ślemieńskim pozostawała własnością tej rodziny. Konstancja Otylia, córka Konstancji Krystyny i Jana Wielopolskiego, otrzymała dawne ziemie swojej matki jako posag poślubiając Marcjana Ogińskiego. Po śmierci Konstancji Otylii w 1693 jej dobra powróciły na rzecz Wielopolskich, stając się własnością jej brata, Franciszka Wielopolskiego, pozostającego w związku małżeńskim z Anną Lubomirską. 
W Moszczanicy funkcjonował browar, który w 1701 pozostawał dzierżawiony przez łowczego koronnego Jana Kozłowskiego. Został on jednak zniszczony na skutek pożaru, mającego miejsce 22 lipca 1710. Spłonął wówczas również dwór, piekarnia oraz budynki gospodarcze. 
Po śmierci Wielopolskiego Państwo Ślemieńskie przeszło na rzecz jego żony, a kiedy i ta zmarła w 1740, objął je jej syn, Hieronim Wielopolski wraz z małżonką, Urszulą Potocką. Wobec ich bezpotomnej śmierci, w 1806 doszło do podziału posiadanych przez nich ziem pomiędzy różnych przedstawicieli ich rodzin, a Moszczanica została przekazana wówczas Franciszkowi III Wielopolskiemu, który dokonał sprzedaży wsi Rozalii z Moszczeńskich Wielopolskiej, która pozyskała ją dla swojego syna, Andrzeja. 

### XIX wiek

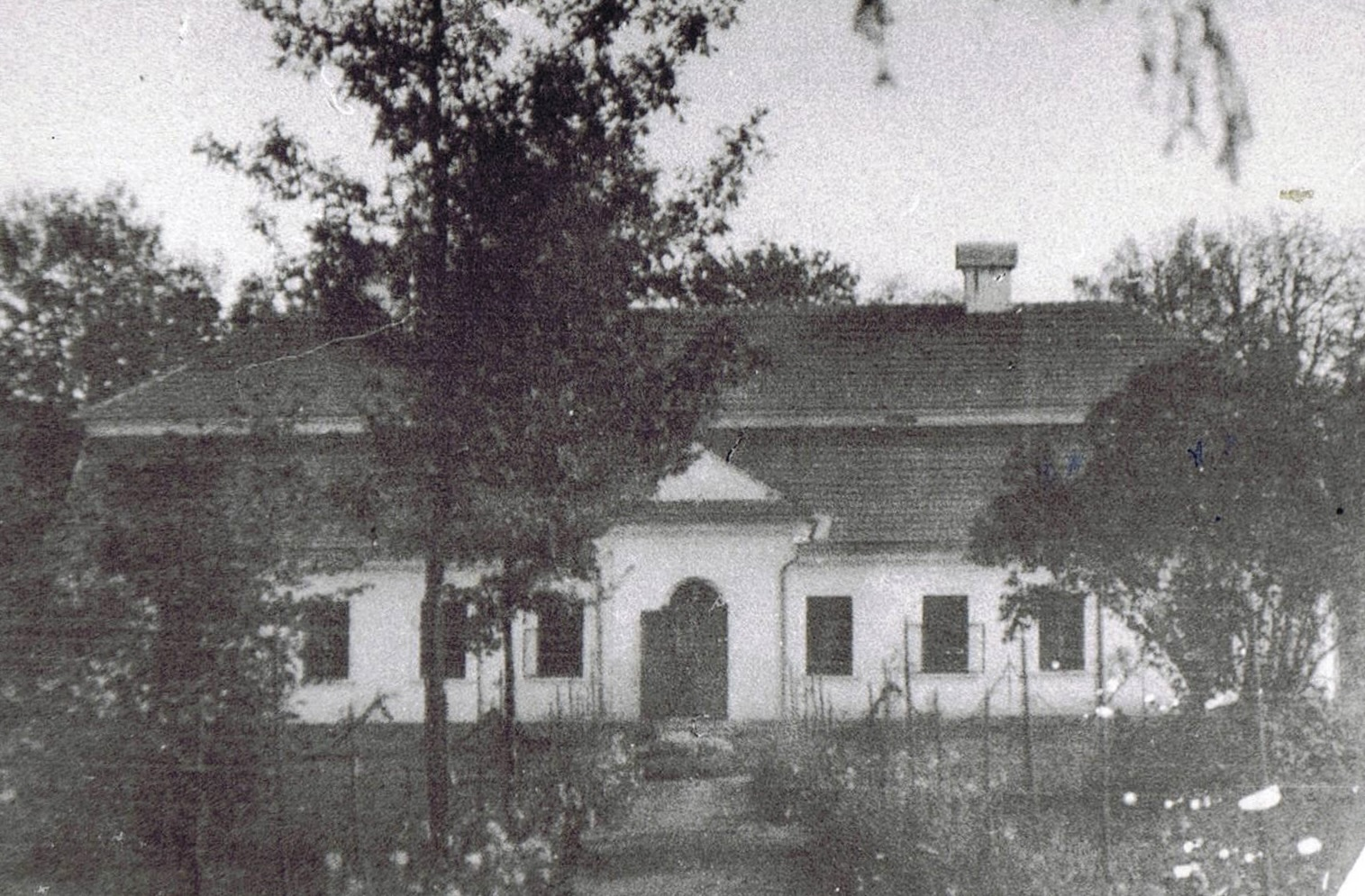
Dwór w Moszczanicy przed przebudową

W 1809 Andrzej Wielopolski zbył miejscowość na rzecz Józefa Wodzickiego, który w 1825 dokonał sprzedaży Moszczanicy Ignacemu Zielińskiemu.
W latach 1827–1828 Zieliński wystawił tu nowy budynek dworu, zlokalizowany na skraju miejscowości, przy drodze wiodącej w stronę Rychwałdu. Powstał on na planie tradycyjnej polskiej architektury dworkowej z tamtego okresu, jako jednopoziomowy obiekt z sienią umieszczoną na środku. Posiadał dach pokryty dachówką wykonaną z ceramiki, w którym umieszczone zostały dwa kominy. Na wejściu umieszczony został ganek, którego dach podtrzymywały dwie mocne kolumny w stylu toskańskim. Prowadziły do niego kamienne schody. Wjazd do dworu odbywał się poprzez bramę zlokalizowaną w najniżej położonym miejscu założenia i prowadził do prostokątnego dziedzińca, wokół którego poza samym dworem zlokalizowane zostały dwie oficyny. W niewielkiej odległości założony został ogród. Budynki gospodarcze miejscowego folwarku położone były w większej odległości od zabudowań dworskich, umieszczono je na wzgórzach za miejscowymi stawami i drogą do wsi, co spowodowane było kwestiami związanymi z bezpieczeństwem.
W II połowie XIX wieku przy trakcie wiodącym do Rychwałdu została zbudowana kapliczka poświęcona św. Onufremu. Postawiona została na planie prostokąta jako obiekt murowany i otynkowany, posiadający spłaszczone sklepienie kolebkowe. W jej wnętrzu umieszczona została drewniana, wielobarwna płaskorzeźba przedstawiająca jej patrona, a obok niej znalazły się słowa pieśni: Poszedł Onufry w pustynie i skały, ślubował Bogu swój żywot cały. Jemu palmowe drzewo pokarm dało, a lwy okrutne pochowały ciało. Wziął Chrystus jego duszę do nieba, czegóż się smucić potrzeba. Na przedniej stronie szczytu dachu kapliczki został założony blaszany krzyż, a na ścianie frontowej szczytu zawieszono obraz przedstawiający krzyż i tekst W tym znaku zwyciężasz. Z budowlą związana jest lokalna legenda głosząca, że we wnętrzu kapliczki zamieszkiwał rzekomo pustelnik, którego żywienie opierało się na leśnych owocach oraz pożywieniu otrzymywanemu w ramach jałmużny. Następnie eremita zaginął, a w trakcie remontu obiektu po kilkunastu latach od tego wydarzenia miał być tu odkryty jego szkielet przykryty pozostałościami odzieży.
Słownik geograficzny Królestwa Polskiego i innych krajów słowiańskich z 1880 roku opisuje Moszczanicę następująco:

Moszczanica (z Rędziną) – wś., pow. żywiecki, leży nad potokiem tegoż nazwiska i Łękawką, uchodzącemi z praw. brz. do Soły. Wzniesienie nad poziom morza wynosi 355 m. (...) Przez południowy kraniec wsi prowadzi gościniec z Łękawicy do m. Żywca, a przez północny z Okrajnika do Starego Żywca. Ta wieś należy do śady powiat. i par. rzym.-kat. w Żywcu, obległym o 3 kil. i liczy 1136 mieszk. rzym.-kat. Obszar więk. pos. w Kocierzu ma 237 mr. roli, 16 mr. łąk i ogr., 35 mr. pastw. i 137 mr. lasu; pos. mniej. 723 mr. roli, 51 mr. łąk i ogr., 192 mr. pastw. i 181 mr. lasu. W lasach są drzewa różonego rodzaju. Pod względem geoologicznym badał okolice M. Szajnocha (Studya geolog. Kosmos, 1884, str. 230) i zaliczył ją do formacyi eocenicznej. Szcegółowo podaje w dwóch większych odkryciach w pobliżu dworu sypki, drobnoziarnisty, bogaty w łyszczyk piaskowiec. Jego warstwy zawierają między szarym gruboziarnistym podkładem także wtrącenia ciemnoszarawych lub prawie czarnych łupków ilastych, które są kruche i łatwo wietrzeją. W tem miejscu zmienia się nagle kierunek pokładów. W XV wieku była M. własnością Piotra Komorowskiego (Długosz, II: 290). M. graniczy na wsch. z Rychwałdem i Łękawicą, na płn z Oczkowem, na zach. ze Starym Żywcem, a na płd. z m. Żywcem.

### Przejście we władanie Kępińskich

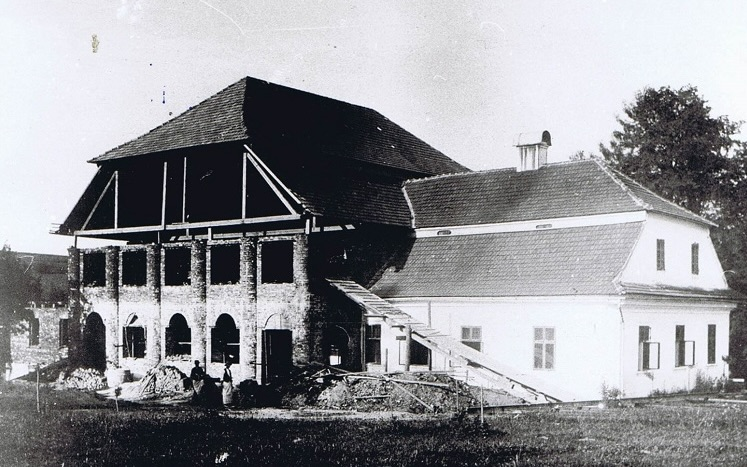
Przebudowa dworu w latach 1910–1912

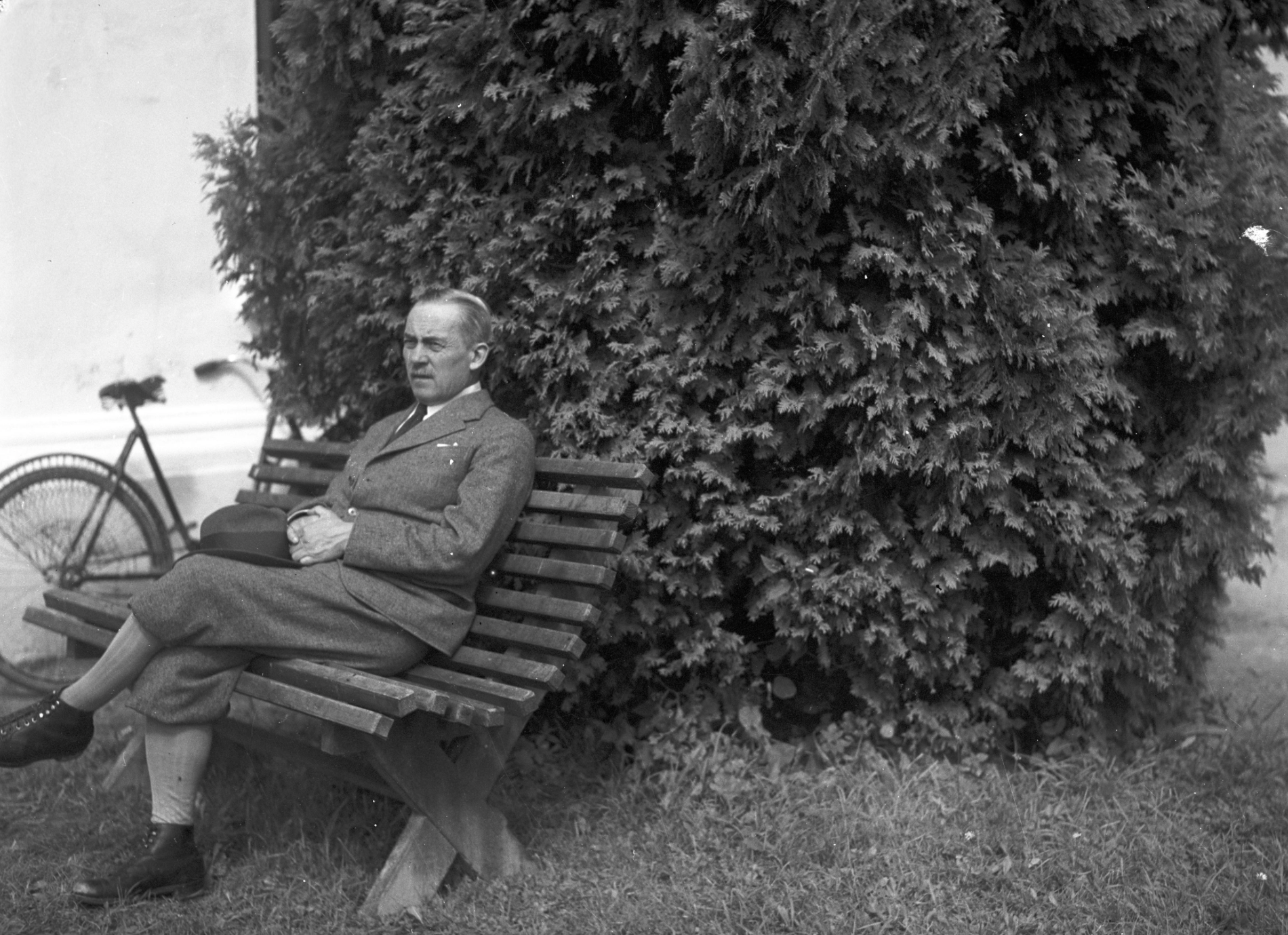
Władysław Kępiński

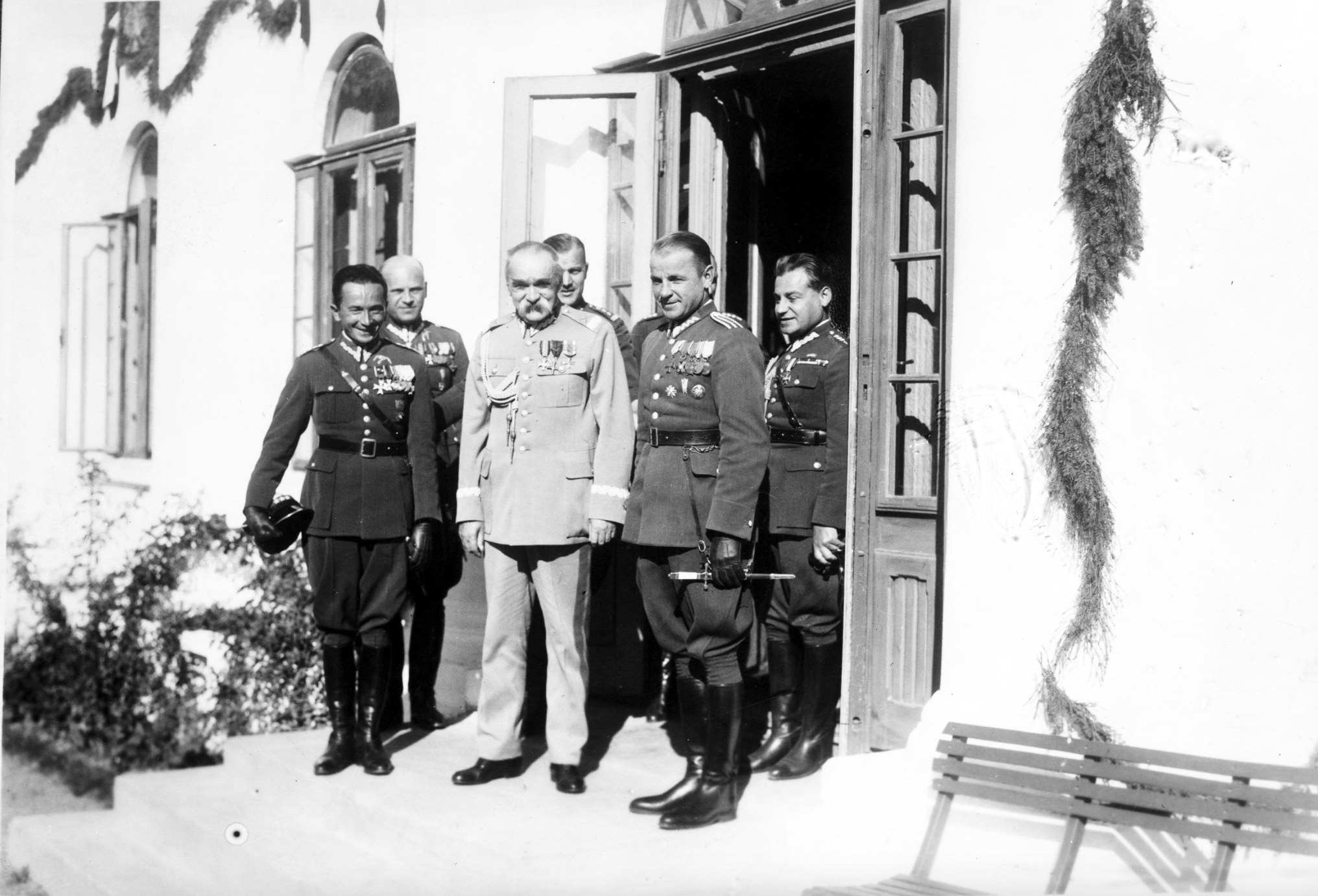
Józef Piłsudski podczas odpoczynku we dworze w Moszczanicy we wrześniu 1934

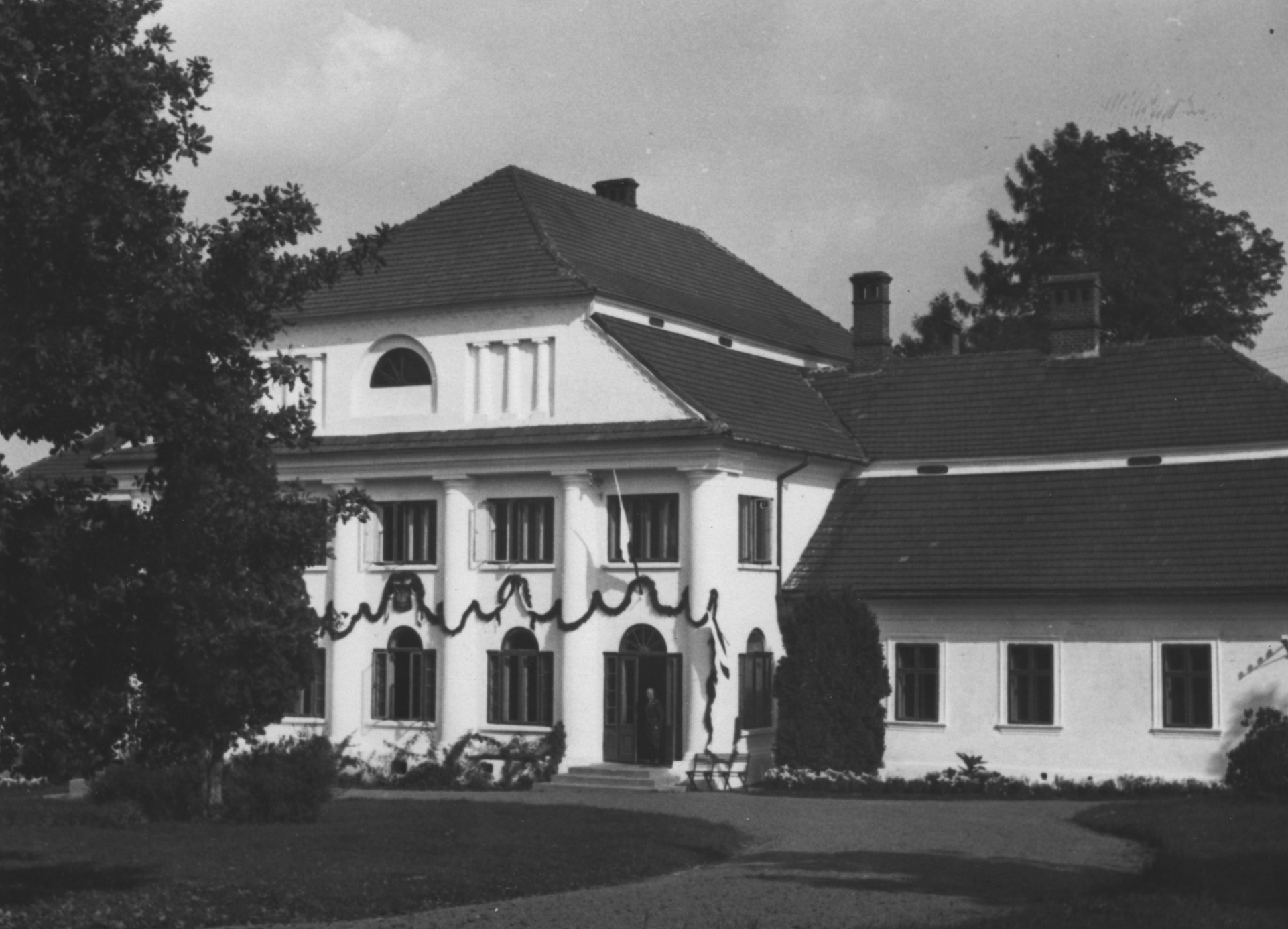
Dwór w Moszczanicy w 1934

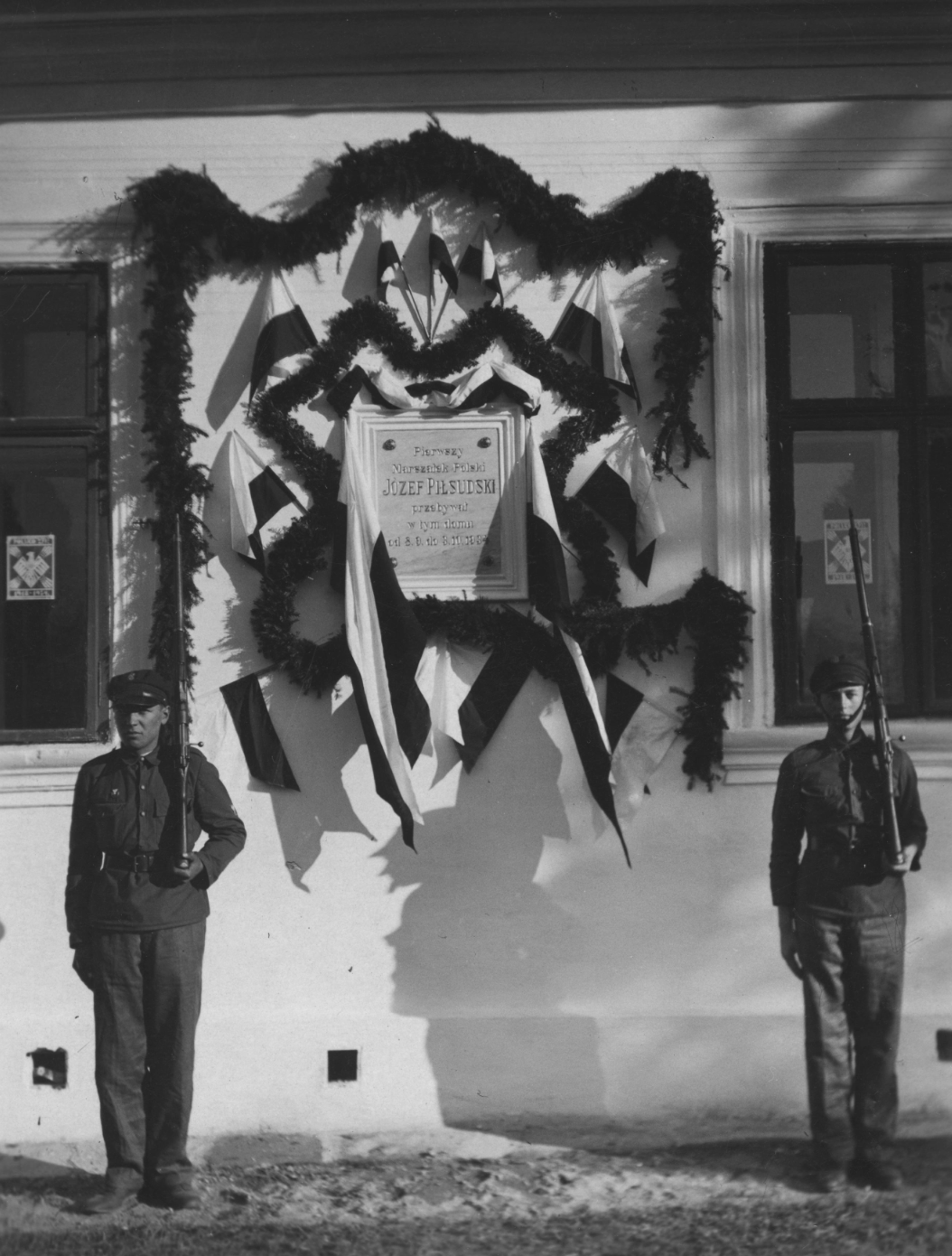
Uroczystość odsłonięcia tablicy pamiątkowej ku czci Józefa Piłsudskiego w 1935

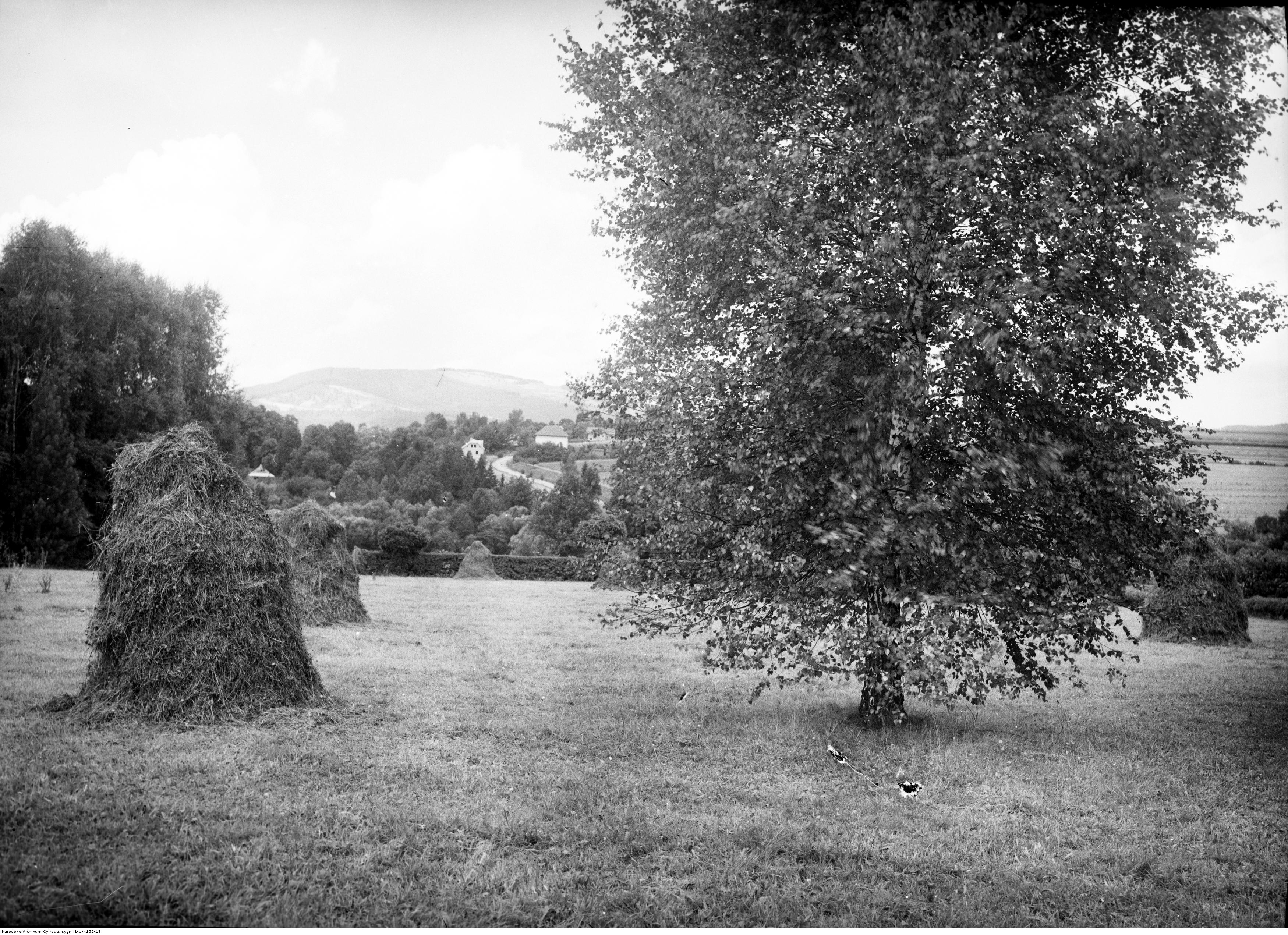
Panorama Moszczanicy w 1937

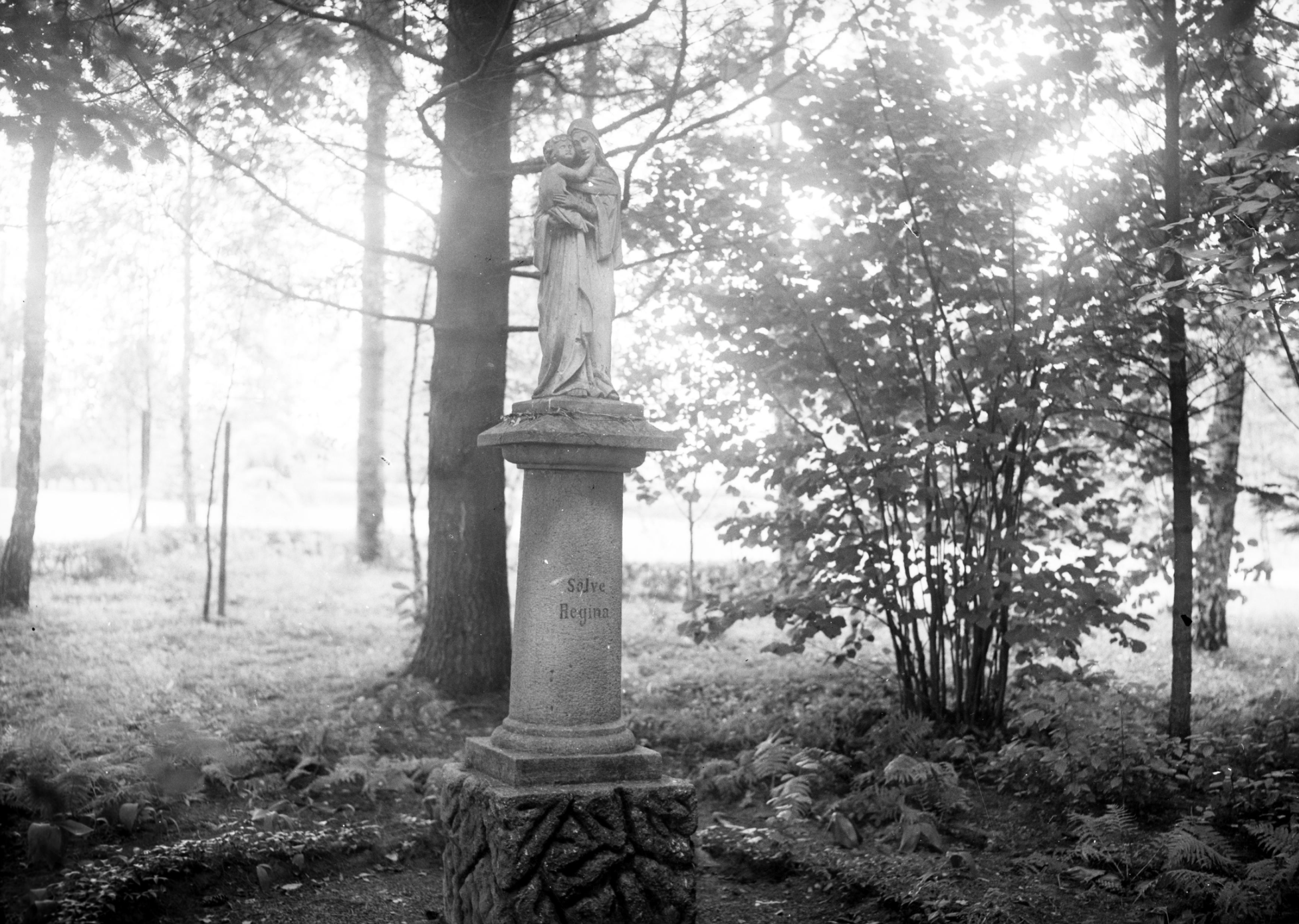
Figura Marii z Dzieciątkiem w parku dworskim w 1937

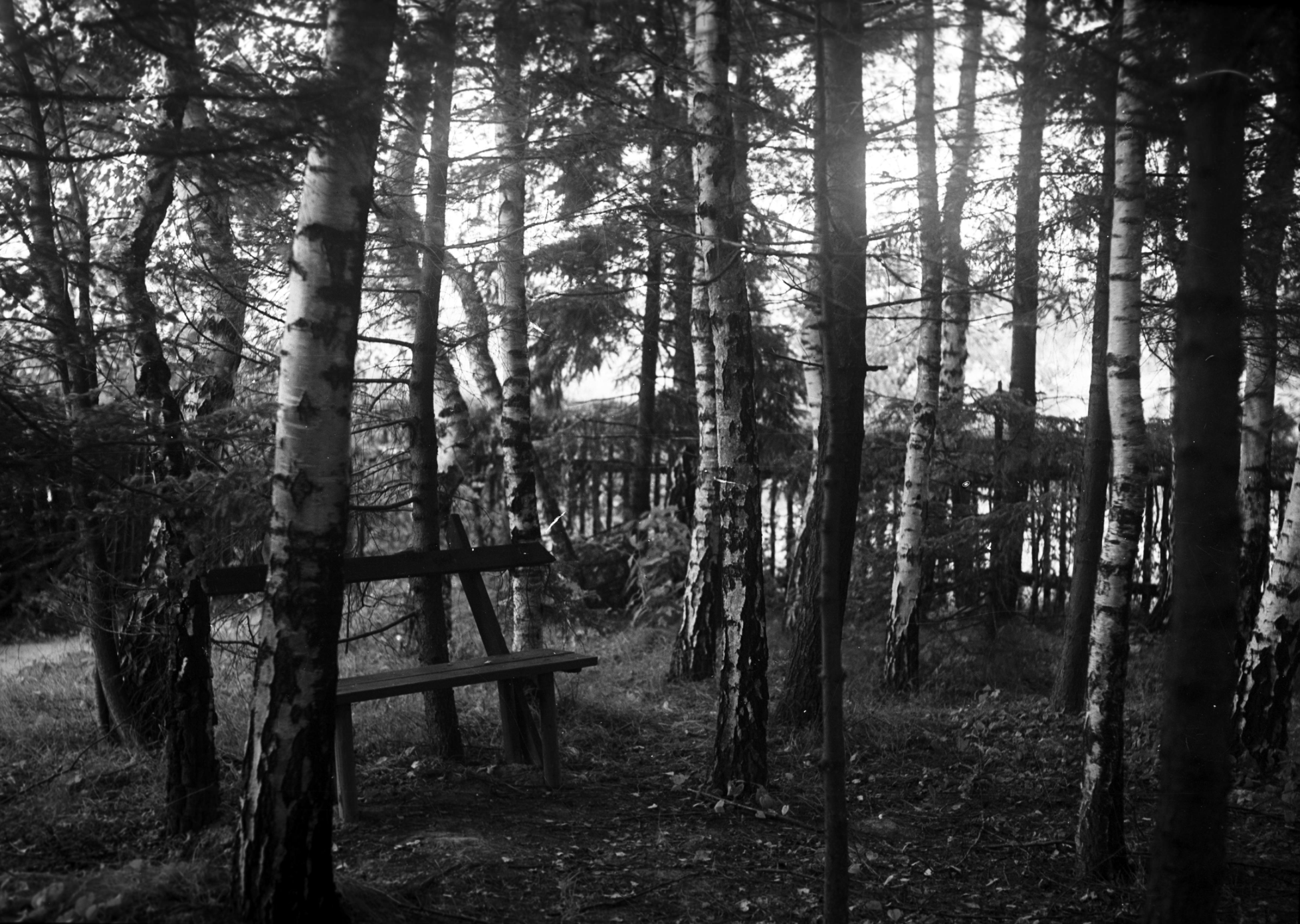
Fragment parku w 1937

Wieś w 1890 przeszła ostatecznie w ręce rodziny Kępińskich, wówczas zakupił ją Jan Kępiński, a w 1897 odziedziczył ją jego bratanek, Władysław Stefan Kępiński, który objął posiadłość w 1905. Tutejszym wójtem został wówczas Jan Piątek. Zapadła wtedy decyzja o powstaniu w Moszczanicy rzymskokatolickiej kaplicy. W jej ołtarzu zostały wstawione obrazy przedstawiające Matkę Boską Częstochowską oraz św. Jana Chrzciciela. W każdą niedzielę miały tu miejsce modlitwy różańcowe, natomiast msze sprawowano raz do roku, w dniu 24 czerwca.
W 1910 działalność rozpoczęła tu szkoła ludowa.
Od 1910 Władysław Kępiński doprowadził do dalszych przekształceń miejscowego dworu, czyniąc jego charakter jeszcze bardziej reprezentacyjnym. Doprowadził do jego unowocześnienia i powiększenia. Obiekt został wówczas wkomponowany w park angielski, dokonano odwrócenia frontu dworu w stronę zachodnią i dostawienia do niego piętrowego ryzalitu od północy i południa, nakrytego łamanym, czerwonym dachem i wspartego z obu stron na sześciu kolumnach, jak również nowego skrzydła. Z tyłu powstał także taras. Prace zostały wykonane w latach 1910–1912. Parter budowli posiadał charakter reprezentacyjny, umieszczone tu zostały salony oraz jadalnia, natomiast na piętrze znajdowały się pomieszczenia mieszkalne i pokoje gościnne, a w suterenie – kuchnia oraz mieszkania służby.
W 1916 w Moszczanicy założone zostało Polskie Stowarzyszenie Katolickich Pracownic.

### Wieś w okresie międzywojennym
Według Pierwszego Powszechnego Spisu Ludności z 1921 Moszczanica liczyła 1457 mieszkańców, z czego 1451 katolików rzymskich, 5 żydów i 1 grekokatolika. 1455 osób podało narodowość polską, a 2 – żydowską. Z ogółu ludności miejscowości główną część wsi oraz Rędzinę zamieszkiwało w sumie 1066 osób (1060 mieszkańców wyznania rzymskokatolickiego, 5 żydów i 1 grekokatolik, z czego 1065 osób podało narodowość polską, a 1 – żydowską), natomiast przysiółek Kocurów liczył 391 mieszkańców (wszyscy wyznania rzymskokatolickiego, 390 osób narodowości polskiej i 1 narodowości żydowskiej).
W 1925 we wsi funkcjonowanie rozpoczęła jednostka Ochotniczej Straży Pożarnej.
W okresie międzywojennym na terenie miejscowości działało jedyne w okolicy Żywca Stowarzyszenie Katolickiej Młodzieży Żeńskiej, którego kierowniczką była Maria Kępińska. Organizacja zajmowała się prowadzeniem kursów narzeczeńskich, edukacją związaną z katolickim poglądem na świadome macierzyństwo, działalnością koła Żywego Różańca oraz pomocą charytatywną. Kępińska była również autorką ornatu i sztandaru z haftowanym Sercem Maryi, podarowanych wsi.
1 sierpnia 1934 Moszczanica, dotychczas będąc siedzibą gminy jednowioskowej, weszła w skład gminy Sporysz. 
Od 8 września do 10 października 1934 w dworze w Moszczanicy wypoczywał ciężko chory marszałek Józef Piłsudski. Naczelnik państwa nocował na piętrze od strony zachodniej. W celu upamiętnienia tej wizyty, 11 listopada 1935 w ścianie dworu została umieszczona tablica pamiątkowa.

### II wojna światowa i okres powojenny
23 kwietnia 1940 Władysław Kępiński został pojmany przez Gestapo w ramach Intelligenzaktion i uwięziony w obozie koncentracyjnym Dachau, a następnie Mauthausen. Pozostałych członków jego rodziny wysiedlono, a majątek dworski został przekształcony na miejsce organizacji obozów młodzieżowych dla Bund Deutscher Mädel.
W lutym 1945 do Moszczanicy przybył mgr inż. Janusz Dzierżawski, który miał się zająć zorganizowaniem tu szkoły rolniczej i przyjąć posadę jej dyrektora. We wrześniu 1945 w upaństwowionym budynku dworu rozpoczęło funkcjonowanie Żeńskie Gimnazjum Rolnicze i Jednoroczna Szkoła Gospodarstwa Wiejskiego, któremu przydzielono większą część ziem Kępińskiego.
Kępiński przeżył pobyt w obozach, jednak utracił słuch. Po wyzwoleniu w 1945 powrócił do Żywca. Jego ziemie zostały znacjonalizowane, a w budynku dworu działalność prowadziła szkoła rolnicza. Wyjechał więc w rejon Miechowa, następnie przez krótki okres zajmował się administracją nad gospodarstwem Państwowych Nieruchomości Ziemskich w Jastrowcu, gdzie po wykryciu przez niego radiostacji należącej do organizacji dywersanckiej Werwolf w ramach zemsty został ranny w stopniu ciężkim w nogę, która została następnie amputowana, wobec czego przeprowadził się do Krakowa i zamieszkał razem z żoną w mieszkaniu udostępnionym przez kardynała Sapiehę przy ul. Koletek. Po nacjonalizacji tego budynku małżeństwo Kepińskich zostało eksmitowane. Władysław Kępiński zmarł 1958 i został pochowany w Żywcu.
W latach 1945–1947 na terenie wsi działalność misyjną rozpoczęło prowadzić Zrzeszenie Wolnych Badaczy Pisma Świętego. Aktywnością tą zajął się pochodzący z Moszczanicy Józef Okrzesik, który przyjął to wyznanie w okresie międzywojennym podczas pracy w Andrychowie i w czasie II wojny światowej został wysiedlony do pracy przymusowej na terenie Niemiec, a po powrocie do Żywca związał się z tamtejszym zborem i doprowadził do przejścia do ruchu badackiego członków swojej moszczanickiej rodziny oraz grupy innych mieszkańców wsi. Z powodu niedogodnego dojazdu na zebrania prowadzone w Żywcu, powołany został nowy zbór spotykający się początkowo w prywatnym mieszkaniu w Oczkowie, a następnie od 1948 w Moszczanicy. Jego działalność była wspierana przez współwyznawców z Żywca oraz Bielska-Białej. W 1948 na posesji Józefy Błachut przez zbory z Moszczanicy, Bielska-Białej, Kóz i Żywca została zorganizowana konwencja Zrzeszenia. Wówczas tutejszy zbór skupiał 35 członków. Kolejna konwencja miała tu miejsce rok później, a jej współorganizatorami były zbory Moszczanica i Żywiec.
15 marca 1949 doszło do odłączenia się od Moszczanicy jej dotychczasowego przysiółka Kocurów, który stał się wówczas osobną miejscowością.
W 1949 budynek szkoły podstawowej został zelektryfikowany, doprowadzono do niego również linię telefoniczną. Siedziba placówki mieściła wówczas 4 sale lekcyjne oraz mieszkanie kierownika szkoły z kancelarią. W okresie tym obok budynku postawiony został ceglany budynek gospodarczy, w którym prowadzono hodowlę kur, indyków oraz królików z przeznaczeniem na potrzeby uczniów szkoły i jej zarządu.
1 września 1949 miejscowe Żeńskie Gimnazjum Rolnicze zostało przekształcone w Liceum Rolnicze, które w 1953 stało się czteroletnim technikum, od 1958 kształcącym w cyklu pięcioletnim.

### Lata 50. i 60. XX wieku
Około 1950 przy szkole podstawowej powstał drewniany budynek mieszczący świetlicę i stołówkę z kuchnią. Jadalnia została uruchomiona po dwóch latach i prowadzona była przez żonę kierownika placówki. Owoce potrzebne do przetworów były uprawiane w sąsiedztwie obiektu, gdzie utworzony został sad oraz winnica.
Na mocy uchwały Wojewódzkiej Rady Narodowej w Krakowie z dnia 6 października 1954 likwidującej podział administracyjny na gminy, Moszczanica weszła w skład gromady Oczków. 
Podczas odbywającego się w 1955 w Warszawie Krajowego Zjazdu Nauczycieli, ówczesny dyrektor technikum rolniczego zwrócił się z prośbą do Józefa Cyrankiewicza o wsparcie projektu budowy nowego gmachu dla tej szkoły. W 1959 została ukończona nowa siedziba placówki. W 1965 powstał projekt rozwoju szkoły, wprowadzający plany budowy nowych obiektów, jak internat i warsztaty mechanizacji rolnictwa. Internat na 200 miejsc został otwarty w 1970, rozpoczęła się wówczas również budowa boiska. Następnie dział mechanizacji wzbogacił się o warsztaty, nowe pracownie oraz miejsce na przechowywanie maszyn w postaci garaży i wiat. Równocześnie zainaugurowane zostały prace remontowe budynku dworu. Instytucja została przeformowana w Zespół Szkół Rolniczych, w którego składzie działało Technikum Rolnicze, Zasadnicza Szkoła Rolnicza oraz Zasadnicza Szkoła Ogrodnicza. W 1990 oferta edukacyjna została uzupełniona o Zasadniczą Szkołę Rolniczą o specjalności „wiejskie gospodarstwo domowe”, natomiast w 1992 powstały klasy o specjalizacji w hodowli koni oraz Policealne Studium Zawodowe o kierunku „rachunkowość i rynek rolny”.
Od 1956 prowadzona była modernizacja szkoły podstawowej, natomiast w latach 1966–1967 wybudowana została remiza Ochotniczej Straży Pożarnej.
W wyniku powstania w 1966 Jeziora Żywieckiego obraz wsi uległ przeobrażeniu w związku z zatopieniem części przysiółka Rędzina, jak również powstaniem tu obszarów o charakterze turystycznym i rekreacyjnym, które stanowią Działy Zadzielskie, wchodzące przed utworzeniem zbiornika w skład miejscowości Zadziele.
Od 1967 do 1968 trwała przebudowa siedziby szkoły podstawowej, podczas której z największej z klas utworzono salę gimnastyczną, natomiast część mieszkania kierownika przekształcono na stołówkę i świetlicę. Powstał również kolejny budynek, tzw. „nowa szkoła”, gdzie urządzono 5 sal lekcyjnych i 3 mieszkania dla nauczycieli, a w jego sąsiedztwie wybudowane zostało boisko z bieżnią. W 1975 nastąpił dalszy rozwój szkolnej plenerowej infrastruktury sportowej.

### Czasy od lat 70. XX wieku do współczesności

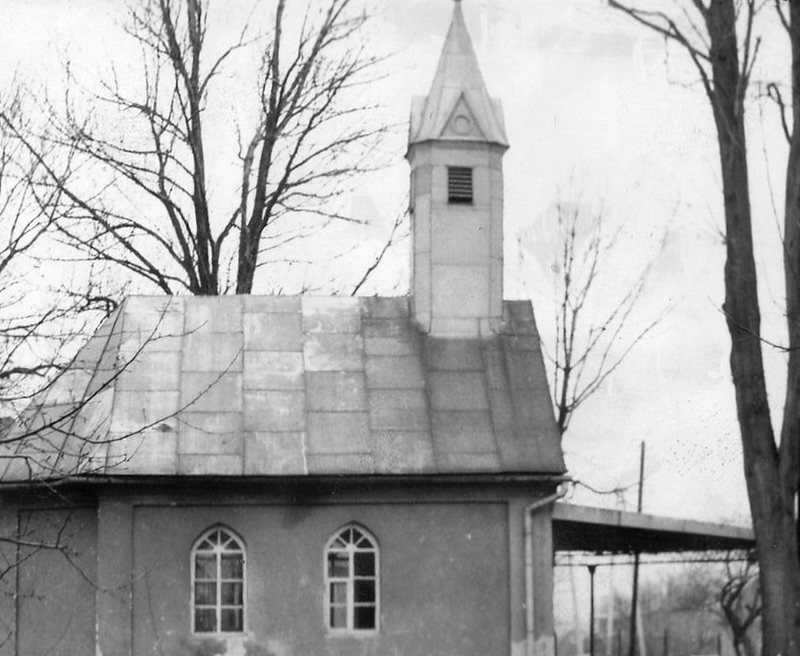
Nieistniejąca kaplica św. Jana Chrzciela, wyburzona w 1991 po powstaniu kościoła Miłosierdzia Bożego

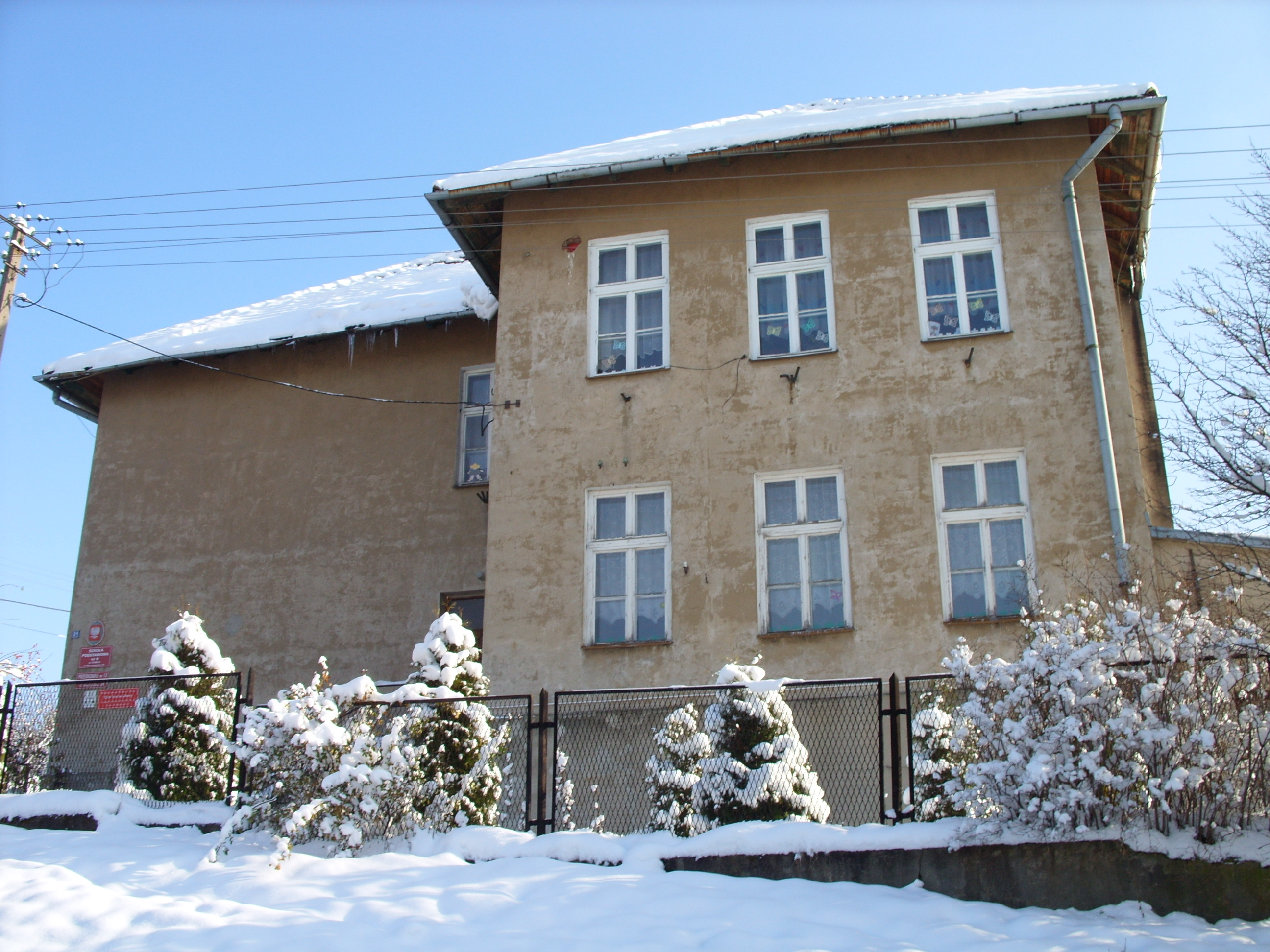
Budynek „starej szkoły”, później Przedszkole nr 12, wyburzony w 2024

1 stycznia 1973 gminy zostały reaktywowane, a wieś została przyłączona do gminy Łękawica. Po jej zniesieniu 2 lipca 1976 Moszczanica została włączona do miasta Żywiec.
W 1976 została tu uruchomiona filia nr 2 Biblioteki Miejskiej w Żywcu, prowadząca działalność do 2002.
W 1981 pozyskana została zgoda na budowę we wsi rzymskokatolickiego kościoła, a opiekę nad rodzącą się tu wspólnotą parafialną prowadzili ks. Władysław Fidelus oraz inni duchowni parafii Narodzenia Najświętszej Marii Panny w Śródmieściu. W 1983 w Krakowie przez Jana Pawła II został poświęcony kamień węgielny pod budowę kościoła Miłosierdzia Bożego.  Samodzielną parafię w Moszczanicy erygowano 15 listopada 1986.
Do 1990 miejscowe przedszkole prowadziło działalność w dawnym dworze Kępińskich. Wówczas zostało ono przeniesione do obiektu „starej szkoły”. W 2003 zostało ono włączone w struktury szkoły podstawowej i instytucje te utworzyły Zespół Szkolno-Przedszkolny nr 1 w Żywcu.
W 1991 doszło do rozbiórki starej kaplicy św. Jana Chrzciciela.
W 1995 w ścianę budynku dworu została wmurowana nowa tablica upamiętniającą pobyt Józefa Piłsudskiego, zastępując oryginalną, zniszczoną w okresie rządów komunistycznych. Natomiast w 2000 doszło do nadbudowy remizy Ochotniczej Straży Pożarnej o dodatkową kondygnację.
W 2004 zbór Zrzeszenia Badaczy Pisma Świętego w Moszczanicy skupiał 20 członków i organizował dwa spotkania tygodniowo, prowadził także współpracę ze zborem w Żywcu. 
Miejscowy Szkół Rolniczych został w 2006 przemianowany na Zespół Szkół Agrotechnicznych i Ogólnokształcących. W 2020 placówka uruchomiła Centrum Edukacji Ekologicznej „ARKA”.
W 2015 na terenie parku dworskiego została ustawiona skała z tablicą upamiętniającą Zygmunta Andrzeja Heinricha, jego imieniem została nazwana również jedna z ulic na terenie dzielnicy.
W styczniu 2023 została oddana do użytku przebudowana remiza moszczenickiej Ochotniczej Straży Pożarnej. W wyniku przeprowadzonych prac powstał trzykondygnacyjny budynek o powierzchni 581,89 m². Podzielony został na trzy strefy – ćwiczebną, bojową (mieszczącą garaże, magazyny sprzętu oraz pomieszczenia socjalne i biuro) oraz szkoleniowo-społeczną (umieszczono tu węzeł sanitarny, kuchnię i salę konferencyjno-szkoleniową).
W 2023 zainaugurowana została rozbudowa siedziby miejscowej szkoły podstawowej, tzw. „nowej szkoły”, co nastąpiło w celu przeniesienia do obiektu działalności przedszkola. Dotychczas użytkowany przez przedszkole budynek „starej szkoły” przeznaczony został do wyburzenia, a miejsce po nim przystosowano na szkolny parking. Zajęcia w „starej szkole” prowadzone były do końca roku szkolnego 2023/2024 – wykorzystywany był on do 21 czerwca 2024, kiedy w budynku miało miejsce zakończenie roku szkolnego, które odbyło się w znajdującej się tam jadalni. 2 września 2024 obydwie placówki wchodzące w skład Zespołu Szkolno-Przedszkolnego nr 1 rozpoczęły działalność w „nowej szkole”. W wyniku rozbudowy i nadbudowy obiektu dla szkoły podstawowej przeznaczono osiem sal lekcyjnych, gabinet fizyczno-chemiczny, pracownię informatyczną oraz pomieszczenia dla nauczycieli, natomiast na cele przedszkola oddano trzy sale wraz z zapleczem. W budynku funkcjonuje także stołówka wraz z kuchnią, która obsługuje zarówno szkołę, jak i przedszkole. Uroczystość oficjalnego otwarcia powiększonego obiektu miała miejsce 2 lutego 2025.

## Tradycje ludowe
W Moszczanicy z okazji Niedzieli Palmowej przygotowywane były palmy, w których starsze kobiety z miejscowych gospodarstw umieszczały fragment słoniny, używany później do smarowania rąk podczas sadzenia kapusty, co miało chronić rośliny przed nękającymi je muszkami. Dodatkowo pochodzące z palm gałązki rokity i brzozy były używane przez pasterzy do wyrabiania batów, o których wierzono, że smagane nimi bydło będzie się dobrze pasło przez cały rok.
W Wielką Środę urządzano symboliczne tłuczenie Judasza, którym mianowano wówczas osobę powszechnie nielubianą we wsi. Przy akompaniamencie krzyków była ona bita i okładana tak mocno, że często nie była w stanie samodzielnie wrócić do domu. W Wielki Czwartek w związku z zamilknięciem dzwonów stosowano kołatki.
W Wielki Piątek praktykowano obmywanie się przed wchodem słońca w stawach i potokach, co miało upamiętniać Jezusa chodzącego po jeziorze. Ponadto osoby chore wierzyły, że w wyniku tego obrzędu ustąpią ich choroby, a czynność ta miała być szczególnie skuteczna w przypadku świerzbu.
W dzień Wielkanocy przed zmierzchem mieszkańcy Moszczanicy udawali się na okoliczne wzgórza, by obserwować zachód słońca, wierząc, że w ten uznawany za najświętszy dzień w roku tańczy ono na niebie. W Niedzielę Wielkanocną szczególną uwagę zwracano również na aurę – jeśli dzień był pogodny, zwiastowało to urodzaj i dobre zbiory w nadchodzącym roku.

## Zabytki

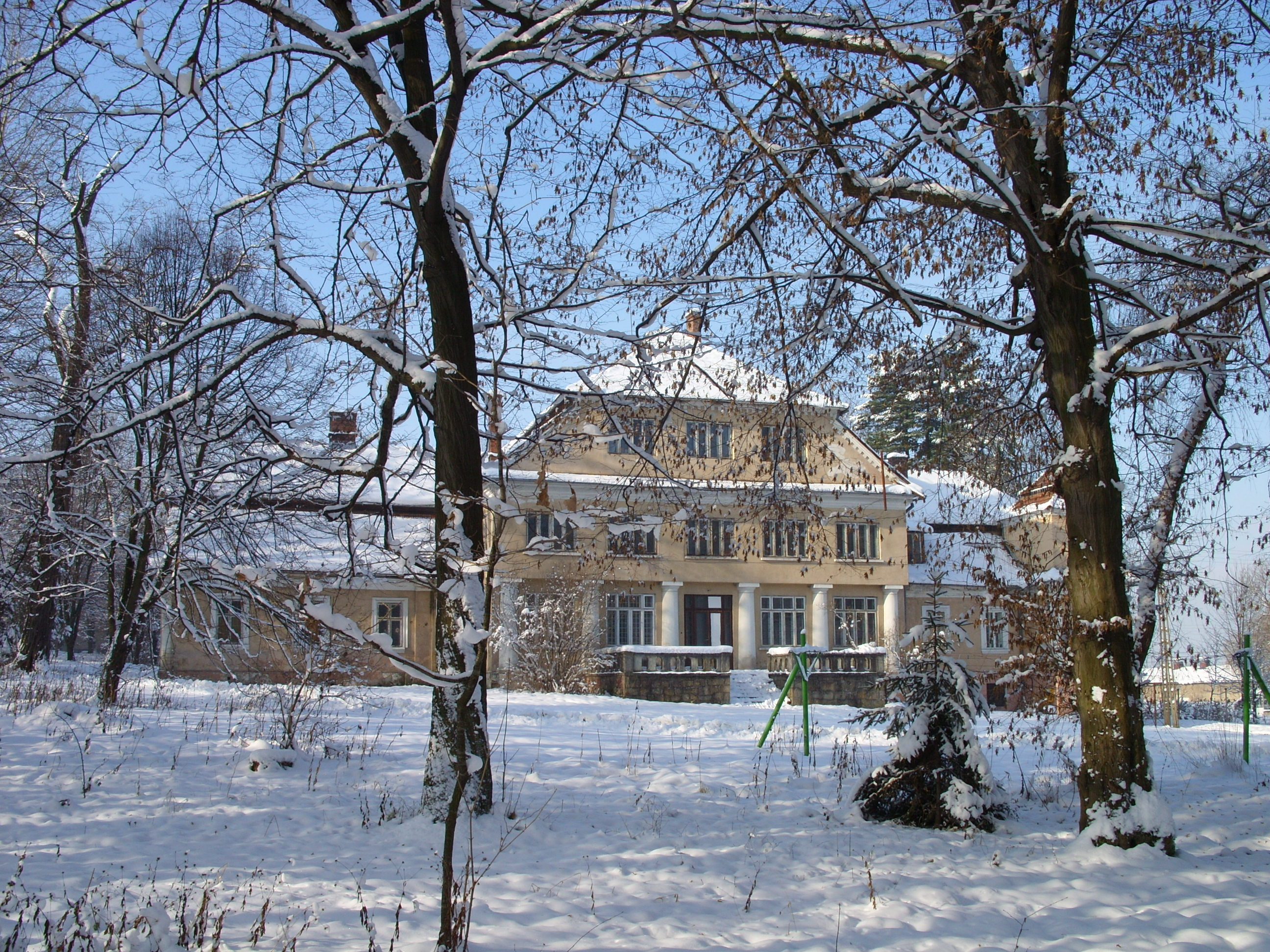
Dwór w Moszczanicy

- Zespół dworski, w skład którego wchodzą[44]:
  - Dwór – budynek powstały w latach 1827–1828, przebudowany w okresie 1910–1912[17]. W 1945 roku na bazie dworu i majątku powstała szkoła rolnicza[11]. Po wzniesieniu nowego obiektu szkolnego i internatu budynek dworski przeznaczono na cele mieszkalne[11][23]. W latach 70. i 80. była tu izba tradycji ruchu młodzieżowego, a następnie Izba Regionalna stanowiąca muzeum instrumentów muzycznych, narzędzi i sprzętów gospodarstwa domowego z terenu Żywiecczyzny[17][45].
  - Stajnia – pochodzi z 1907[46].
  - Kapliczka – kolumna kamienna będąca pozostałością kapliczki, pochodząca z okresu 1907–1909. Na kolumnie widnieje napis „Salve Regina”[11].
  - Park – założony na przełomie XIX i XX wieku[47]
- Cmentarz Żołnierzy Radzieckich – powstał w 1951 roku, pochowano tam 1120 żołnierzy[48].

Ponadto w wojewódzkiej ewidencji zabytków znajdują się obiekty z terenu dzielnicy niewpisane do rejestru, lecz objęte ochroną konserwatorską. Należą do nich: kaplica św. Onufrego przy drodze do Rychwałdu, kapliczka „Upadek pod krzyżem” z 1844 przy ul. Moszczanickiej, kapliczka słupowa przy ul. Rychwałdzkiej z początku XX wieku, czy kamienny krzyż z 1906.
Do wojewódzkiej ewidencji zabytków wpisane są ponadto zabytkowe budynki mieszkalne i użytkowe zlokalizowane przy ul. Krzysztofa Kamila Baczyńskiego, ul. Bohaterów Września, ul. Jana Karola Chodkiewicza,  ul. Bolesława Chrobrego, ul. Marii Dąbrowskiej, ul. Konstantego Ildefonsa Gałczyńskiego, ul. Jana Kasprowicza, ul. Władysława Łokietka, ul. Ernesta Malinowskiego, ul. Mieszka I, ul. Moszczanickiej, ul. Cypriana Kamila Norwida, ul. Piastowskiej, ul. Leopolda Staffa i ul. Jana Zamojskiego.

## Edukacja

Zespół Szkół Agrotechnicznych i Ogólnokształcących

### Przedszkola
- Przedszkole nr 12 w Zespole Szkolno-Przedszkolnym nr 1 im. Janusza Korczaka przy ul. Moszczanickiej 26[50] – do 1990 zajmowało pomieszczenia w dawnym dworze Kępińskich, zostało wtedy przeniesione do starego budynku szkoły podstawowej przy ul. Moszczanickiej 24[16]. Od 2024 funkcjonuje razem ze Szkołą Podstawową nr 6 w rozbudowanym budynku „nowej szkoły” przy ul. Moszczanickiej 26[39][40].

### Szkoły podstawowe
- Szkoła Podstawowa nr 6 w Zespole Szkolno-Przedszkolnym nr 1 im. Janusza Korczaka przy ul. Moszczanickiej 26[50] – prowadzi działalność od 1910, w drugiej połowie lat 60. XX powstał jej drugi budynek[16].

### Szkoły średnie
- Zespół Szkół Agrotechnicznych i Ogólnokształcących im. J. Piłsudskiego przy ul. Moszczanickiej 9 – jego początki sięgają 1945, kiedy to rozpoczęło działalność w Moszczanicy Żeńskie Gimnazjum Rolnicze i Jednoroczna Szkoła Gospodarstwa Wiejskiego. W roku szkolnym 1949/1950 przybrało nazwę Liceum Rolniczego, w 1953 przekształcone zostało w czteroletnie Technikum. W roku 1970 młodzież wprowadziła się do internatu. Z okazji pierwszego zjazdu absolwentów w 1977 roku szkole nadano imię prof. Teodora Marchlewskiego. 1 września 2006 roku patronem szkoły został Józef Piłsudski[23].

## Religia

Kościół Miłosierdzia Bożego

### Kościół rzymskokatolicki
- Parafia Miłosierdzia Bożego w Żywcu – erygowana w 1986, należy do niej kościół Miłosierdzia Bożego, położony przy ulicy Moszczanickiej 58[51]. Parafia obejmuje swoim zasięgiem również dzielnicę Rędzina[15], gdzie położona jest filialna Kaplica Matki Boskiej Różańcowej[52].

### Zrzeszenie Wolnych Badaczy Pisma Świętego
- Zbór w Moszczanicy – zbór Zrzeszenia Wolnych Badaczy Pisma Świętego założony w 1948, spotkania prowadzone są w lokalu prywatnym[25].

## Komunikacja

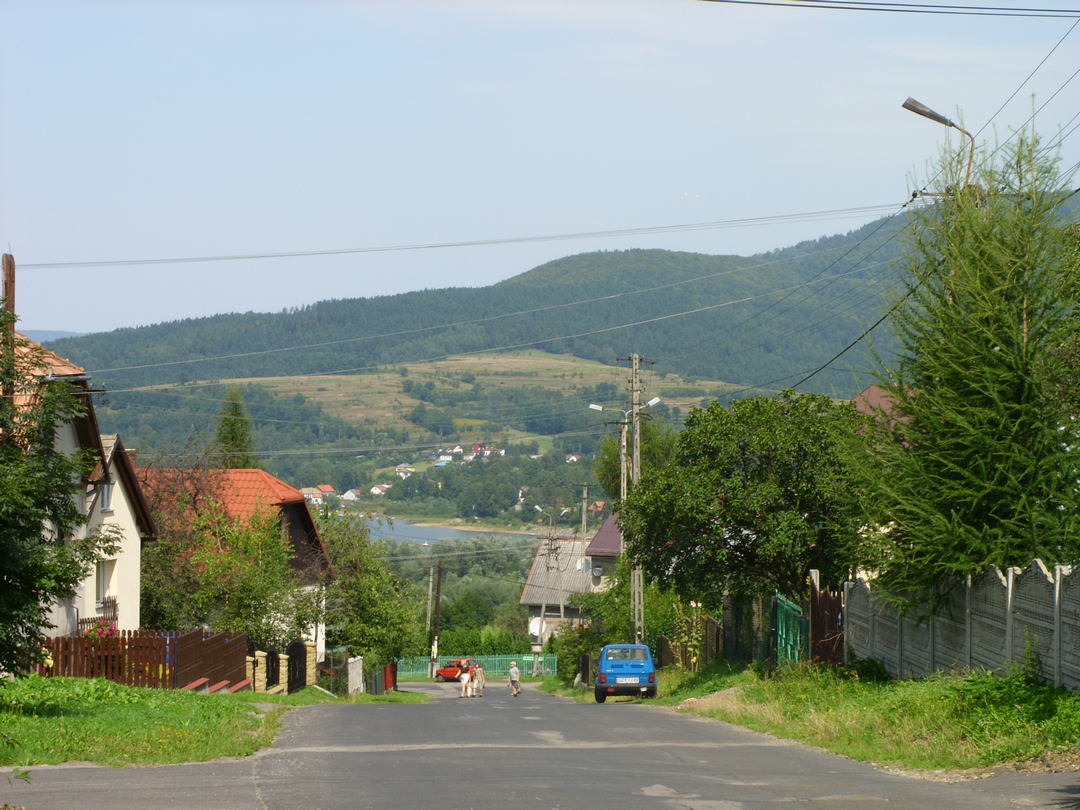
Ulica Moszczanicka

### Transport drogowy
Przebiegająca przez Moszczanicę ul. Krakowska stanowi część drogi wojewódzkiej nr 946 łączącej Żywiec z Suchą Beskidzką.
Ponadto do dróg powiatowych na obszarze dzielnicy należą:
- ul. Moszczanicka – stanowiąca przedłużenie śródmiejskiej ul. Andrzeja Komonieckiego, a następnie przecinająca centralną część dzielnicy i łącząca się z ul. Krakowską oraz ul. Bohaterów Września[4][54]
- ul. Rychwałdzka – prowadzi od ul. Moszczanickiej w rejonie dworu Kępińskich w stronę miejscowości Rychwałd[4][54].

### Komunikacja miejska
Dzielnica obsługiwana jest przez autobusy Miejskiego Zakładu Komunikacyjnego.
Znajduje się tutaj 7 przystanków komunikacji miejskiej. Początkowym odcinkiem ul. Moszczanickiej kursują linie nr 7 i 14, następnie linia nr 14 przejeżdża ul. Rychwałdzką, a linia nr 7 kontynuuje przejazd ul. Moszczanicką, docierając do centrum dzielnicy i okolic kościoła Miłosierdzia Bożego, gdzie zlokalizowana jest jej pętla o nazwie „Moszczanica”. Ponadto ulicą Krakowską przebiegają trasy linii 4, 16 i 17.

## Osiedla

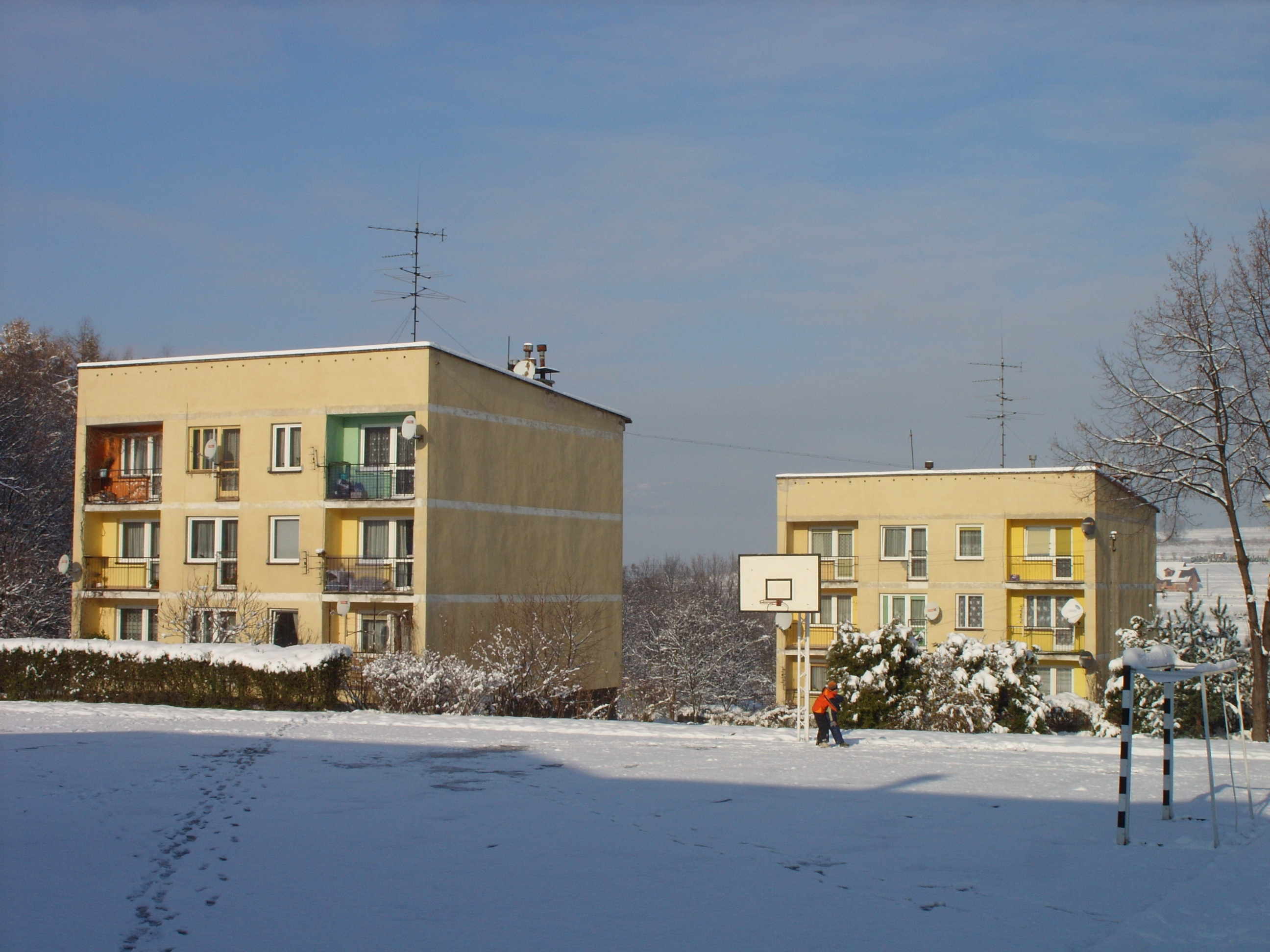
Osiedle Szkolne

- Osiedle Szkolne